# Martin Baumeister
Martin Baumeister (* 3. November 1958 in München) ist ein deutscher Historiker und von 2012 bis 2024 Direktor des Deutschen Historischen Instituts in Rom.
Martin Baumeister studierte an den Universitäten München und Madrid Geschichte, Germanistik und Hispanistik. Von 1985 bis 1989 war er wissenschaftlicher Mitarbeiter an der LMU München. 1992 promovierte er in München mit einer sozialgeschichtlichen Studie über die ländlichen Unterschichten in der Provinz Badajoz in den Jahren 1880 bis 1923. Von 1992 bis 1999 war er Wissenschaftlicher Assistent an der HU Berlin. 2001 erfolgte seine Habilitation mit einer Untersuchung zur Kulturgeschichte des Ersten Weltkriegs. Von 2002 bis 2003 war Baumeister Privatdozent an der HU Berlin. Seit 2003 lehrt er als Professor für Europäische Geschichte des 19. und 20. Jahrhunderts an der LMU München. 2010/11 war Baumeister Gastwissenschaftler am DHI in Rom. Von Oktober 2012 bis Ende September 2024 war Baumeister Direktor des Deutschen Historischen Instituts in Rom.
Forschungsschwerpunkte Baumeisters sind die Religionsgeschichte, die historische Stadt- und Metropolenforschung, die Geschichte des Zeitalters der beiden Weltkriege und des Faschismus, der Mittelmeerraum als historische Region, die italienische, spanische und deutsche Geschichte des 19. und 20. Jahrhunderts, die Kulturgeschichte, insbesondere die Geschichte der populären Kultur und des Theaters.

## Schriften (Auswahl)
Monographien
- Kriegstheater. Großstadt, Front und Massenkultur 1914 bis 1918 (= Schriften zur Wirtschafts- und Sozialgeschichte. Bd. 44). Klartext-Verlag Essen 2005, ISBN 3-428-08158-7.
- Arme „Campesinos“. Überleben und Widerstand in der Extremadura 1880 bis 1923 (= Schriften zur Wirtschafts- und Sozialgeschichte. Bd. 44). Duncker & Humblot, Berlin 1994, ISBN 3-428-08158-7; spanische Ausgabe: Campesinos sin tierra. Supervivencia y resistencia en Extremadura (1880–1923). Übersetzung Joaquín Abellán, Madrid 1997.
- Parität und katholische Inferiorität. Untersuchungen zur Stellung des Katholizismus im Deutschen Kaiserreich (= Politik- und kommunikationswissenschaftliche Veröffentlichungen der Görres-Gesellschaft / Görres-Gesellschaft zur Pflege der Wissenschaft. Bd. 3). Schöningh, Paderborn u. a. 1987, ISBN 3-506-76812-3.

Herausgeberschaften
- gemeinsam mit Philipp Lenhard, Ruth Nattermann: Rethinking the Age of Emancipation. Comparative and Transnational Perspectives on Gender, Family, and Religion in Italy and Germany, 1800–1918. Berghahn Books, New York 2020, ISBN 978-1-78920-632-6.
- mit Arno Mentzel-Reuters, Martina Hartmann: Das Reichsinstitut für ältere deutsche Geschichtskunde 1935 bis 1945 – ein „Kriegsbeitrag der Geisteswissenschaften“? Beiträge des Symposiums am 28. und 29. November 2019 in Rom (= Studien zur Geschichte der Mittelalterforschung. Bd. 1). Harrassowitz, Wiesbaden 2021, ISBN 978-3-447-11631-2.